# Émile Idée
Émile Idée (* 19. Juli 1920 in Nouvion-le-Comte; † 30. Dezember 2024 in Marolles-en-Brie, Seine-et-Marne) war ein französischer Radrennfahrer.

## Sportliche Laufbahn
Émile Idée, der als „eleganter Fahrer“ galt, war Profi-Radrennfahrer von 1941 bis 1952 und gehörte in diesen Jahren zu den erfolgreichsten französischen Berufsfahrern, wenn auch seine Karriere vom Zweiten Weltkrieg beeinträchtigt wurde. Zwei Mal – 1942 und 1947 – wurde er französischer Meister im Straßenrennen; 1947 zunächst nur Zweiter, bis sich herausstellte, dass der Erstplatzierte Paul Néri nicht die französische Staatsbürgerschaft besaß. Fünf Mal – 1940, 1942, 1943, 1947 und 1949 – gewann er das zweitägige Etappenrennen Critérium National und hielt somit gemeinsam mit Raymond Poulidor und Jens Voigt den Rekord. Diese Siege brachten ihm den Beinamen Roi de Chevreuse ein, da das Rennen im Vallée de Chevreuse ausgetragen wurde. 1942 gewann er das Einzelzeitfahren Grand Prix des Nations sowie Paris–Reims. Bei den Straßenradsport-Weltmeisterschaften 1949 in Kopenhagen belegte er Rang elf, bei den Weltmeisterschaften im Jahr darauf wurde er Achter. 1941 und 1942 wurde er zudem französischer Vize-Meister in der Einerverfolgung auf der Bahn. 1944 siegte er im Eintagesrennen Circuit de Paris. 1947 wurde Idée Zweiter beim Großen Preis der Nationen für Radrennfahrer hinter Fausto Coppi sowie bei Paris–Tours. 1948 dominierte er lange Zeit Paris–Roubaix, um schließlich nach einem Sprint auf der Radrennbahn von Roubaix von Rik Van Steenbergen geschlagen zu werden. Bei Paris–Tours wurde er Dritter. Im Jahr darauf belegte er bei den Weltmeisterschaften im Straßenrennen Platz elf.
Dreimal startete Idée bei der Tour de France; bei der Austragung im Jahre 1949 gewann er eine Etappe, gab allerdings später auf, wie bei seinen beiden Teilnahmen zuvor. Als er sich während der Zeit der deutschen Besatzung in Frankreich weigern wollte, am Circuit de France, einer Ersatzveranstaltung für die Tour, teilzunehmen, drohte ihm der Organisator Jean Leulliot mit der Gestapo, wie er später berichtete.
Erschüttert vom tödlichen Sturz seines Schwagers und Freundes Camille Danguillaume im Juni 1950 fuhr Émile Idée im Frühjahr 1951 seine letzten Rennen und entschied eine Etappe von Paris–Nizza für sich.
Ende 1950 ernannte der Französische Radsportverband Émile Idée zum Delegierten für die Zusammenarbeit mit der neugegründeten Union der Berufsfahrer.

## Nach dem Sport
Nach dem Ende seiner aktiven Radsportlaufbahn führte Idée einen Fahrradhandel in Dijon. Bis in die 2010er Jahre hinein hielt er sich auf einem Hometrainer fit.
Eine weitere Leidenschaft von ihm waren Rennpferde, denen er sich bis in die 1980er Jahre als Trainer und Jockey widmete. Zahlreiche Mitglieder seiner Familie sind im Pferdesport als Jockey oder Trainer aktiv, darunter etwa sein Urenkel Nicolas Bazire, der 2022 mit 21 Jahren jüngster Sieger des Trabrennens Prix d’Amérique wurde.
Im Juli 2020 feierte Émile Idée seinen 100. Geburtstag. Er war neben Jacques Marinelli der letzte überlebende Teilnehmer der Tour de France 1948. Am 30. Dezember 2024 starb er im Alter von 104 Jahren. Die italienische Website tuttobiciweb überschrieb ihren Nachruf auf Idée mit „Der letzte Radsport-Held einer anderen Ära“.

## Erfolge
1940
- Critérium National de la Route

1942
- Französischer Meister – Straßenrennen
- Paris–Reims
- Grand Prix de Provence

1943
- Grand Prix de Provence

1944
- Circuit de Paris

1947
- Französischer Meister – Straßenrennen
- Critérium National de la Route (zugleich Internationales Straßenkriterium)[11]
- Omnium Paris[12]

1948
- Zweiter Platz Paris–Roubaix[13]
- Trophee du Journal d’Alger

1949
- 13. Etappe der Tour de France[14]
- Critérium National de la Route

1950
- Cote de Gourdon

1951
- eine Etappe Paris–Nizza

## Grand Tours
| Grand Tour         | 1947 | 1948 | 1949 |
| ------------------ | ---- | ---- | ---- |
| Tour de FranceTour | DNF  | DNF  | DNF  |